# Lineární taktika

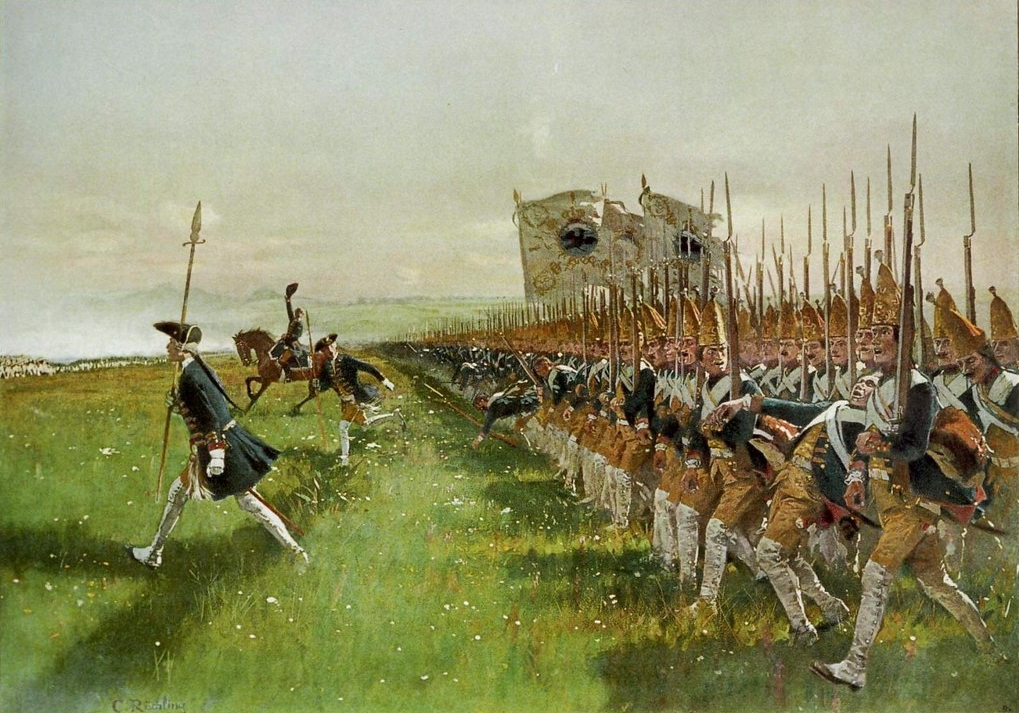
Pruští granátníci v bitvě u Hohenfriedebergu

Lineární taktika byla vojenská taktika, vojsk bojujících v semknuté sestavě, využívaná především v 18. století. Zavedl ji a úspěšně využil pruský král Fridrich II. Veliký během sedmileté války (1756 – 1763). Poskytovala nejlepší podmínky pro palbu salvou, jednotky seřazené do lineární formace však byly málo pohyblivé a zranitelné útoky jízdy. Později ji doplnila a překonala taktika kordonů a kolon.

## Princip
Vojsko se před bitvou rozvinulo do dvou až tří sledů, z nichž každý se skládal ze tří až šesti řad. Nejčastěji měl sled 3 řady, které stály asi půl metru od sebe, vojáci v nich byli vedle sebe poměrně blízko, ale jen natolik, aby měli dostatek místa na nabíjení zbraně. Nejsouvislejší byl první sled, zatímco další měly zaplnit mezery, vysunout se na křídla nebo chránit týl.
Vzdálenost mezi jednotlivými sledy představovala 150 - 300 kroků. Pokud armáda útočila, těžké dělostřelectvo stálo před prvním sledem a na křídlech, pokud šlo o obranný boj, obvykle děla stála za prvním sledem. Lehké dělostřelectvo krylo mezery mezi prapory. V centru bojové sestavy byla pěchota, na křídlech jízda. Boj se začínal zpravidla dělostřeleckou přípravou. Pěchota postupovala v dlouhých řadách rovnoměrným krokem proti nepříteli. Když se dostala na účinný dostřel, na povel spustily palbu celé prapory nebo čety tak, že nejdříve střílely liché čety postupně od první po sedmou, potom je na rozkaz předběhly sudé čety a vše se opakovalo. Takto se palba prolínala podél celé útočné linie. Pěší prapory při útoku stále vyrovnávaly řady a udržovaly krok. Nesměly je narušit ani když se jim pod nohy přikutálel granát. Tato strnulost sice umožňovala zachovat bojovou sestavu, zpomalovala však její pohyb a vázala ji na rovný nečlenitý terén. Když se pěchota přiblížila k nepříteli, podnikla bodákový útok. K boji na bodáky však docházelo zřídka, neboť bránící se strana často zvolila raději ústup, protože boj zblízka měl za následek velké ztráty. Ze stejného důvodu obvykle pěchota nepronásledovala nepřítele, protože by tím narušila svou sestavu a vystavila se neočekávanému útoku protivníkovy jízdy. Boj tedy rozhodla účinnost a síla palby, ne boj zblízka, jak bylo běžné v minulosti.
Aplikace lineární taktiky vyžadovala dobrou koordinaci a především dlouhý výcvik jednotlivých vojáků, kteří museli znát své místo ve formaci, což vyžadovalo častá cvičení.